# George Washington jako pułkownik w Pułku Wirginii
George Washington jako pułkownik w Pułku Wirginii (ang. George Washington as Colonel in the Virginia Regiment) – obraz olejny namalowany przez amerykańskiego malarza, przyrodnika, wynalazcę i żołnierza Charlesa Willsona Peale’a w 1772 roku, znajdujący się w zbiorach Washington and Lee University w Lexington.

## Opis
Namalowany przez Peale’a w Mount Vernon portret, jest najwcześniejszym znanym portretem pierwszego prezydenta Stanów Zjednoczonych George’a Washingtona. Jego żona Martha Dandridge Custis Washington zamówiła ten obraz jako pendant jej portretu autorstwa Johna Wollastona z 1757 roku, ukończonego podczas jej pierwszego małżeństwa. Oba obrazy wisiały w salonie Front Parlor w Mount Vernon, między innymi portretami rodzinnymi. Obraz jest bardzo sugestywnym dziełem, które upamiętnia skomplikowaną przeszłość Washingtona, jego lojalną wobec Brytyjczyków służbę wojskową i męstwo podczas brytyjskiej wojny z Francuzami i Indianami (1754–1763), ale także potwierdza jego ówczesny status na emeryturze jako odnoszącego sukcesy plantatora w średnim wieku.
Pułkownik George Washington ma na sobie mundur w niebiesko-czerwonych barwach Pułku Wirginii, jednostki, którą dowodził w latach 1755–1758. Warto zauważyć, że niebieski płaszcz z czerwonymi wyłogami i srebrnymi wykończeniami wyraźnie wskazuje, że Washington był żołnierzem z prowincji, a nie pełnoprawnym oficerem w siłach Królestwa Wielkiej Brytanii. Ponadto krój jego płaszcza został również zaktualizowany do stylu wczesnych lat siedemdziesiątych XVIII wieku. Na głowie ma czarny trikorn, na szyi nosi stylowy srebrny ryngraf z wygrawerowanym herbem królewskim, pozostałość po zbroi noszonej przez średniowiecznych rycerzy, a na piersi nosi wojskową szarfę; oba były tradycyjnymi symbolami rangi noszonymi przez oficerów. Po prawej stronie widoczna jest srebrna rękojeść małej szpady należącej do Washingtona, wykonanej w 1767 roku w Londynie, która była modnym symbolem statusu, nawiązującym do pozycji Washingtona w czasie malowania.
„Rozkazy marcowe”, które znajdują się w kieszeni kamizelki Washingtona, nawiązują do jego służby wojskowej, ale nie reprezentują konkretnego wydarzenia. W ten sam sposób tło portretu przywołuje na myśl teren, w którym służył Washington, ale nie przedstawia konkretnej lokalizacji. Namioty w lewym dolnym rogu oznaczają obóz wojskowy, podczas gdy wodospad oraz rozległe lasy i góry wznoszące się za nim przywodzą na myśl krajobraz doliny rzeki Ohio. Niezwykłym dodatkiem jest muszkiet lub strzelba na plecach Washingtona, gdyż brytyjscy oficerowie nie nosili długiej broni. Znawcy debatują nad znaczeniem włączenia broni do obrazu, ale może to zwracać uwagę na fakt, że w czasie malowania George Washington był na emeryturze, zajmując się między innymi łowiectwem.